# Dasella herdmaniae
Dasella herdmaniae is een garnalensoort uit de familie van de Palaemonidae. De wetenschappelijke naam van de soort is voor het eerst geldig gepubliceerd in 1938 door Lebour.